# Аревало, Альфредо
Альфредо Аревало Рейес (исп. Alfredo Arévalo Reyes; род. 20 февраля 1976 или 20 декабря 1976, Успантан, Эль-Киче) — гватемальский легкоатлет, специалист по бегу на длинные дистанции и марафону. Выступал на профессиональном уровне в 2001—2016 годах, обладатель бронзовой медали Центральноамериканских и Карибских игр, двукратный чемпион Центральной Америки, победитель и призёр ряда крупных международных стартов, рекордсмен страны, участник двух летних Олимпийских игр.

## Биография
Альфредо Аревало родился 20 декабря (по другим данным 20 февраля) 1976 года в муниципалитете Успантан департамента Эль-Киче, Гватемала.
Первого серьёзного успеха в лёгкой атлетике на международном уровне добился в сезоне 2001 года, когда вошёл в состав гватемальской сборной и выступил на домашнем чемпионате Центральной Америки и Карибского бассейна в Гватемале, где в зачёте марафона стал четвёртым. Позднее в той же дисциплине занял 56-е место на чемпионате мира в Эдмонтоне.
В 2002 году финишировал девятым на Лос-Анджелесском марафоне, четвёртым на Центральноамериканских и Карибских играх в Сан-Сальвадоре.
В 2003 году вновь был девятым на Лос-Анджелесском марафоне, сошёл с дистанции на Панамериканских играх в Санто-Доминго, выиграл серебряную медаль в беге на 10 000 метров на чемпионате Центральной Америки и Карибского бассейна в Сент-Джорджесе.
В 2004 году на Оттавском марафоне пришёл к финишу третьим, установив при этом национальный рекорд — 2:12:53. Удостоился права защищать честь страны на летних Олимпийских играх в Афинах — в программе марафона показал время 2:34:02, расположившись в итоговом протоколе соревнований на 77-й строке.
В 2005 году стал серебряным призёром на чемпионате Северной Америки, Центральной Америки и Карибского бассейна (NACAC) по кроссу в Клермонте, занял 123-е место на чемпионате мира по кроссу в Сен-Гальмье, получил серебро в беге на 10 000 метров на центральноамериканском чемпионате в Сан-Хосе, финишировал пятым в беге на 5000 метров на чемпионате Центральной Америки и Карибского бассейна в Нассау, показал 52-й результат в марафоне на чемпионате мира в Хельсинки.
В 2006 году был четвёртым на кроссовом чемпионате NACAC в Клермонте, занял 93-е место на кроссовом чемпионате мира в Фукуоке, завоевал бронзовую награду в марафоне на Центральноамериканских и Карибских играх в Картахене, финишировал пятым на Чхунчхонском марафоне.
В 2007 году выиграл серебряную медаль в дисциплине 10 000 метров на центральноамериканском чемпионате в Сан-Хосе, стал девятым в марафоне на Панамериканских играх в Рио-де-Жанейро.
В 2008 году показал 25-й результат на Роттердамском марафоне, девятый результат на Оттавском марафоне. Принимал участие в Олимпийских играх в Пекине, где в марафоне с результатом 2:28:26 занял 63-е место.
На Центральноамериканских и Карибских играх 2010 года в Маягуэсе был пятым в марафоне. На домашнем центральноамериканском чемпионате в Гватемале превзошёл всех соперников в дисциплине 5000 метров.
В 2011 году выиграл 10 000 метров на чемпионате Центральной Америки в Сан-Хосе, занял 13-е место на Роттердамском марафоне, 11-е место в марафоне на Панамериканских играх в Гвадалахаре.
В 2012 году финишировал четвёртым на марафоне в Майами, 12-м на Оттавском марафоне.
В 2013 году завоевал бронзовые награды на Центральноамериканских играх в Сан-Хосе и на чемпионате Центральной Америки и Карибского бассейна в Морелии — на дистанциях 5000 и 10 000 метров.
В 2014 году пришёл к финишу третьим на Всемирном марафоне Уолта Диснея в Орландо, 19-м на Гамбургском марафоне, шестым на Центральноамериканских и Карибских играх в Веракрусе.
На Гамбургском марафоне 2015 года с результатом 2:20:52 занял 28-е место.
В 2016 году отметился победой на марафоне в Вашингтоне.